# Kamala Harris
Kamala Devi Harris (/ˈkɑːmələ ˈdeɪvi ˈhærɪs/ ⓘ, đọc như "Cam-ma-la Đê-vi He-rítx"; sinh ngày 20 tháng 10 năm 1964) là một chính trị gia và luật sư người Mỹ, cựu phó tổng thống thứ 49 của Hoa Kỳ. Bà là nữ phó tổng thống đầu tiên và là nữ quan chức nắm giữ vị trí cao nhất trong lịch sử Hoa Kỳ, đồng thời cũng là phó tổng thống người Mỹ gốc Phi đầu tiên và người Mỹ gốc Á đầu tiên.
Là một thành viên của Đảng Dân chủ, bà từng là thượng nghị sĩ Hoa Kỳ đại diện cho bang California từ năm 2017 đến năm 2021 và là tổng chưởng lý của California từ năm 2011 đến năm 2017. Harris trở thành phó tổng thống sau khi tuyên thệ nhậm chức vào tháng 1 năm 2021 cùng với tổng thống Joe Biden, người đã đánh bại tổng thống đương nhiệm Donald Trump và phó tổng thống Mike Pence trong cuộc bầu cử năm 2020.
Sinh ra ở Oakland, California, Harris tốt nghiệp Đại học Howard và Đại học California, Cao đẳng Luật Hastings. Bà bắt đầu sự nghiệp của mình tại Văn phòng Biện lý Quận Alameda, trước khi được tuyển vào Văn phòng Biện lý Quận San Francisco và sau đó là Văn phòng Luật sư Thành phố San Francisco. Năm 2003, bà được bầu làm công tố viên quận San Francisco. Bà được bầu làm Tổng chưởng lý của California vào năm 2010 và tái đắc cử vào năm 2014. Harris từng là thượng nghị sĩ Hoa Kỳ đại diện cho California từ năm 2017 đến năm 2021. Harris đã đánh bại Loretta Sanchez trong cuộc bầu cử Thượng viện năm 2016 để trở thành người phụ nữ Mỹ gốc Phi thứ hai và là người Mỹ gốc Nam Á đầu tiên phục vụ tại Thượng viện Hoa Kỳ. Với vai trò thượng nghị sĩ, bà ủng hộ việc cải cách chăm sóc sức khỏe, hủy bỏ luật sử dụng cần sa của liên bang, tạo điều kiện thuận lợi cho những người nhập cư không có giấy tờ thực hiện quyền công dân, Đạo luật DREAM, lệnh cấm vũ khí tấn công và cải cách thuế lũy tiến. Bà đã lên tiếng chất vấn những quan chức thuộc chính quyền Trump trong các phiên điều trần tại Thượng viện, bao gồm cả ứng cử viên Tòa án Tối cao, Brett Kavanaugh, người bị cáo buộc tấn công tình dục.
Harris tham gia tranh cử tổng thống cho đảng Dân chủ vào năm 2020, nhưng đã rút lui trước cuộc bầu cử sơ bộ. Biden chọn bà làm đồng tranh cử với mình vào tháng 8 năm 2020, và họ đã giành chiến thắng trong cuộc tổng tuyển cử vào tháng 11. Bà nhậm chức phó tổng thống Hoa Kỳ vào ngày 20 tháng 1 năm 2021. Sau khi Biden rút lui khỏi cuộc bầu cử tranh cử tổng thống, Harris khởi đầu chiến dịch tranh cử tổng thống của chính mình và trở thành ứng viên hàng đầu của Đảng Dân chủ với sự ủng hộ của Biden.

## Thời niên thiếu và giáo dục
Kamala Devi Harris sinh ngày 20 tháng 10 năm 1964 tại Oakland, California.
Mẹ bà, Shyamala Gopalan, là một nhà khoa học ung thư vú di cư từ Tamil Nadu, Ấn Độ, năm 1960 để theo học tiến sĩ ngành nội tiết học tại UC Berkeley.
Cha bà, Donald J. Harris, là một giáo sư danh dự chuyên ngành kinh tế của Đại học Stanford, nhập cư từ Jamaica năm 1961 để học kinh tế tại UC Berkeley.
Harris lớn lên tại Berkeley, California, cùng người em gái Maya Harris. Lúc còn nhỏ, bà từng sống tại Đường Milvia ở trung tâm Berkeley, sau đó gia đình bà chuyển đến một căn nhà hai phòng trên Đường Bancroft ở Tây Berkeley, một khu vực có lượng lớn người Mỹ gốc Phi.

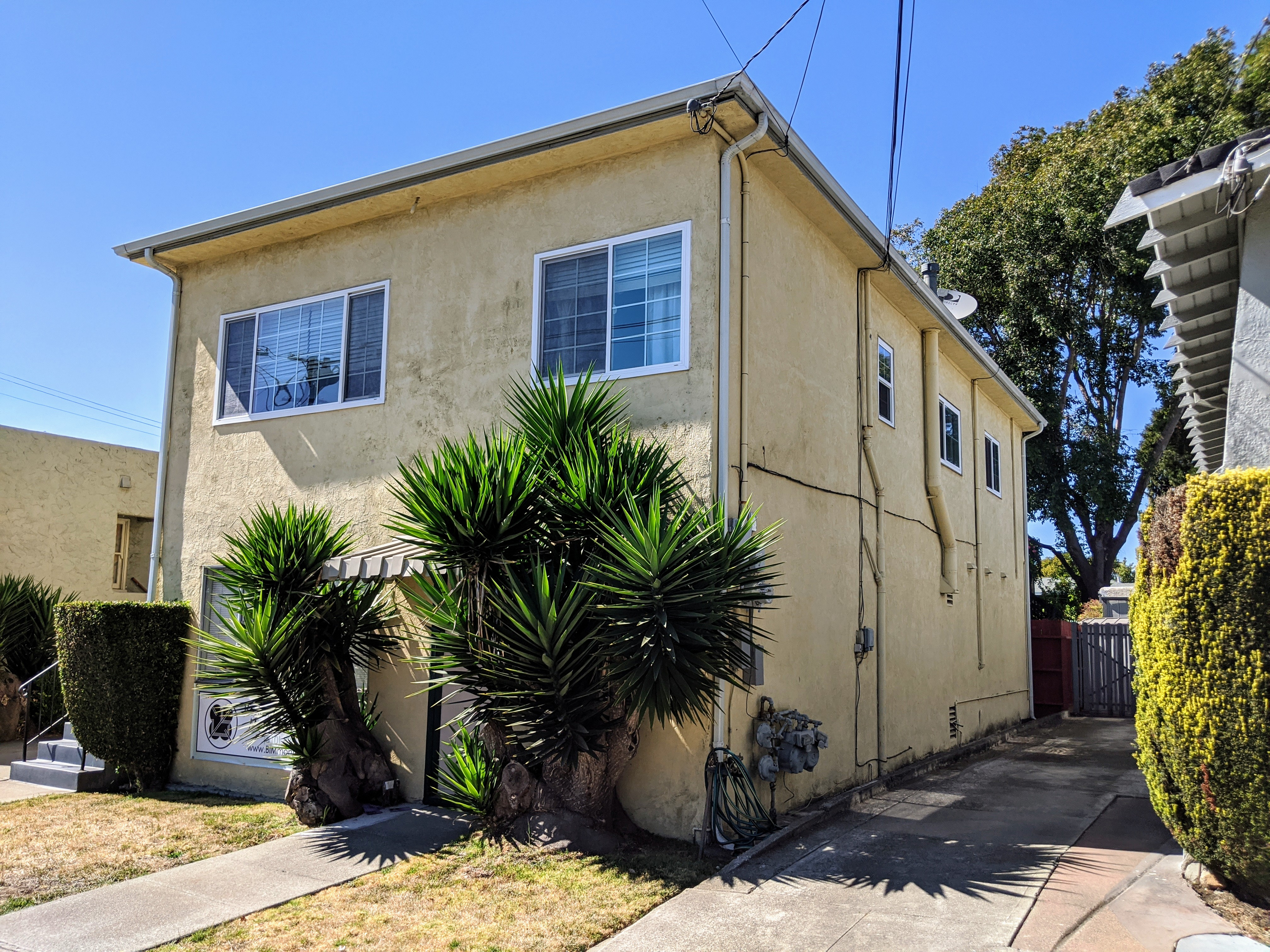
Nhà của Harris lúc nhỏ trên Đường Bancroft tại West Berkeley

Trong khi bà học mẫu giáo, cộng đồng vùng Berkeley đã thống nhất đưa học sinh đến đến Trường Thousand Oaks, một trường công trong khu vực giàu có hơn ở bắc Berkeley bằng xe buýt nhằm xóa bỏ tình trạng phân chia chủng tộc của Berkeley,. Ngôi trường vốn có 95 phần trăm học sinh da trắng, sau khi thực hiện chính sách này 40 phần trăm học sinh là người da đen.
Harris từ bé đã tham gia các hoạt động tôn giáo ở một chùa Báp-tít và một đền thờ Ấn Độ giáo. Bà và em gái thỉnh thoảng thăm gia đình mẹ ở Madras (nay là Chennai), Ấn Độ. Bà cũng từng thăm gia đình cha mình ở Jamaica.
Cha mẹ bà ly hôn năm bà bảy tuổi; bà kể lại rằng khi mình và em gái thăm cha tại Palo Alto vào cuối tuần, trẻ con hàng xóm không được chơi với họ vì chị em bà là người da đen. Khi bà 12 tuổi, Harris và em gái cùng mẹ chuyển đến Montreal, Canada, nơi mẹ bà có một vị trí nghiên cứu tại Bệnh viện Đa khoa Do Thái và giảng dạy tại Đại học McGill. Harris tham dự một trường trung học nói tiếng Pháp, Notre-Dame de Grâce, và sau đó là Trường Trung học Westmount tại Westmount, Quebec, tốt nghiệp năm 1981.
Sau khi hoàn tất trung học, Harris nhập học Đại học Howard, một trường đại học có lịch sử da màu ở Washington, D.C. Trong khi ở Howard, bà làm thực tập với tư cách thư ký phòng thư cho thượng nghị sĩ California Alan Cranston, giữ chức chủ tịch hội kinh tế, dẫn đầu đội tranh luận và gia nhập hội nữ sinh Alpha Kappa Alpha. Harris tốt nghiệp Đại học Howard năm 1986 với bằng Cử nhân Nghệ thuật trong cả khoa học chính trị và kinh tế.
Harris sau đó trở về California để học luật tại Đại học California, Cao đẳng Luật Hastings qua chương trình hỗ trợ của trường cho học sinh có hoàn cảnh khó khăn. Khi ở UC Hastings, bà giữ chức chủ tịch nhánh Hiệp hội Sinh viên Luật Da đen Quốc gia tại đây. Bà tốt nghiệp với bằng Juris Doctor năm 1989 và được chứng nhận luật sư California tháng 6 năm 1990.

## Sự nghiệp ban đầu (1990–2004)
Năm 1990, Harris được tuyển làm phó luật sư quận ở Quận Alameda, California, nơi bà được đánh giá là "một công tố viên có năng lực đang phát triển". Năm 1994, diễn giả của Hội đồng California, Willie Brown (người mà Harris đang có mối quan hệ)  bổ nhiệm Harris vào Ban Kháng nghị Bảo hiểm Thất nghiệp của tiểu bang và sau đó là Ủy ban Hỗ trợ Y tế California. Harris đã nghỉ công việc công tố viên của mình để phục vụ cho các vị trí này.
Vào tháng 2 năm 1998, luật sư quận San Francisco Terence Hallinan đã tuyển dụng Harris làm trợ lý luật sư quận. Ở đó, bà trở thành trưởng Phòng Hình sự Nghề nghiệp, giám sát năm luật sư khác, nơi bà khởi tố các vụ án giết người, trộm, cướp và tấn công tình dục. – đặc biệt là các trường hợp Ba Đình công. Harris được cho là đã xung đột với trợ lý của Hallinan, Darrell Salomon  về Dự luật 21, điều này sẽ cho phép các công tố viên lựa chọn xét xử các bị cáo vị thành niên tại Tòa thượng thẩm thay vì tòa án vị thành niên. Harris đã vận động chống lại biện pháp này và Salomon phản đối việc chỉ đạo các câu hỏi của giới truyền thông về Dự luật 21 cho Harris và chỉ định lại cho bà ấy, một sự cách chức trên thực tế. Harris đã đệ đơn kiện Salomon và xin nghỉ việc.
Vào tháng 8 năm 2000, Harris nhận một công việc mới tại Tòa thị chính San Francisco, làm việc cho Luật sư Thành phố Louise Renne. Harris điều hành Bộ phận Dịch vụ Gia đình và Trẻ em đại diện cho các trường hợp lạm dụng và bỏ rơi trẻ em. Renne nói về Harris: "Bà ấy sẽ là luật sư quận (DA) tốt nhất mà thành phố này từng thấy trong nhiều năm." 

### 2003 chiến dịch tranh cử Biện lý Quận

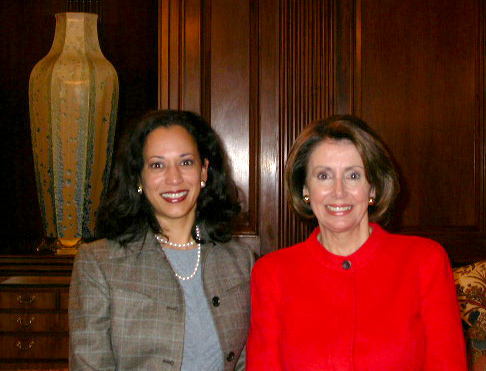
Harris vào năm 2004 với Dân biểu California Nancy Pelosi, người sau này hai lần trở thành Chủ tịch Hạ viện Hoa Kỳ

Năm 2002, bà bắt đầu chuẩn bị tranh cử chống lại Hallinan, gọi cho Mark Buell, cha dượng của người bạn Summer Tompkins Walker và nói với anh ta về ý định của cô. Buell đề nghị làm chủ tịch tài chính của bà ấy và khuyên bà ấy sẽ cần phải huy động hơn 150.000 đô la để đánh bại một người đương nhiệm, số tiền cao nhất từng được huy động cho vị trí này. Anh và Harris đã tổ chức một ủy ban tài chính bao gồm chủ yếu là bạn bè của Harris, bao gồm Vanessa Getty và Susan Swig.
Harris đã tìm cách thực hiện một chiến dịch phá bỏ những định kiến tiêu cực về phụ nữ da đen và thành lập văn phòng tranh cử của mình ở Bayview, "khu phố biệt lập nhất" ở San Francisco. Đối đầu với Hallinan và luật sư biện hộ Bill Fazio, Harris là ứng cử viên ít được biết đến nhất, nhưng được chú ý là "thông minh, chăm chỉ và có uy tín". Chiến dịch của Harris đã vận động thành công Ủy ban Trung ương gồm 24 thành viên – bao gồm thượng nghị sĩ Hoa Kỳ Dianne Feinstein và lãnh đạo phe đa số tại Hạ viện lúc bấy giờ là Nancy Pelosi – của đảng Dân chủ trên toàn tiểu bang để giữ lại sự chứng thực có ảnh hưởng của nó từ một người đương nhiệm. Hallinan và Fazio đã tìm cách miêu tả Harris như một thân hữu của Willie Brown, người đang vận động và gây quỹ cho Harris, thông qua một PAC. Harris phủ nhận về tài chính được hưởng lợi từ Brown, và phản đối rằng báo cáo sử dụng để buộc bà với Brown là kỳ thị nữ giới.
Vào tháng 10 năm 2003, Ủy ban Đạo đức San Francisco phát hiện ra rằng Harris vô tình  vi phạm pháp luật tài chính chiến dịch của thành phố bằng cách vượt quá giới hạn chi tiêu tự nguyện $ 211.000. Trong khoản tiền được cho là khoản tiền phạt lớn nhất cho đến nay theo luật đó, Ủy ban Đạo đức đã phạt tới 34.000 đô la tiền phạt và các biện pháp khắc phục, đồng thời ra lệnh cho bà mua các quảng cáo trên báo thông báo cho cử tri rằng bà đã vượt quá giới hạn chi tiêu. Harris nhận toàn bộ trách nhiệm và nói, "Lãnh đạo không phải là hoàn hảo. Lãnh đạo có nghĩa là nhận trách nhiệm."  Harris đã chi gần $ 625,000 trong khi Hallinan chỉ chi hơn $ 285,000; cả hai tiến đến cuộc tổng tuyển cử dòng chảy với 33 phần trăm và 37 phần trăm số phiếu, tương ứng.
Hallinan ra tranh cử lại trong bối cảnh vụ bê bối Fajitagate, trong đó ba cảnh sát làm nhiệm vụ đánh nhau với người dân vì một túi fajitas. Hallinan cáo buộc rằng Prentice E. Sanders, cảnh sát trưởng da màu đầu tiên của thành phố, và các sĩ quan khác đã tham gia vào việc che đậy hành vi phạm tội của ba sĩ quan ngoài nhiệm vụ, cho thấy tất cả họ đều cản trở công lý vào tháng 2/2003. Sanders từ chức, nhưng Hallinan buộc phải bỏ cáo buộc Sanders chưa đầy một tháng sau đó khi không thể chứng minh bằng chứng về một âm mưu. Sanders theo đuổi hành động pháp lý và được tuyên bố là vô tội, làm tổn hại đến uy tín của Hallinan.
Trong cuộc chạy đua, Harris cam kết sẽ không bao giờ tìm kiếm án tử hình và chỉ truy tố những kẻ phạm tội ba lần ra đòn trong những trường hợp phạm trọng tội bạo lực. Harris đã điều hành một chiến dịch "mạnh mẽ", với sự hỗ trợ của cựu thị trưởng Willie Brown, Thượng nghị sĩ Dianne Feinstein, nhà văn kiêm họa sĩ hoạt hình Aaron McGruder, và các diễn viên hài Eddie Griffin và Chris Rock. Harris phân biệt mình với Hallinan bằng cách công kích màn trình diễn của anh ấy. Bà lập luận rằng bà rời văn phòng của anh ta vì nó không có công nghệ và "rối loạn chức năng", nhấn mạnh tỷ lệ kết án 52% "khủng khiếp" của anh ta đối với các tội phạm nghiêm trọng mặc dù tỷ lệ kết án trung bình là 83% trên toàn tiểu bang. Bà cáo buộc Hallinan quản lý sai văn phòng của anh ta bằng cách thăng chức cho những người trong văn phòng của anh ta mà không có giá trị và che đậy các cáo buộc về hành vi sai trái của cơ quan tố tụng. Harris còn tố cáo rằng văn phòng của ông đã không làm đủ để ngăn chặn bạo lực súng đạn của thành phố, đặc biệt là ở những khu dân cư nghèo như Bayview và Tenderloin, đồng thời công kích việc ông sẵn sàng chấp nhận các plea bargain trong các trường hợp bạo lực gia đình: "Không thể dần dần mềm mại với tội phạm." 
Harris thắng với 56% phiếu bầu, trở thành luật sư da màu người Mỹ đầu tiên của California.
Trong chiến dịch, Harris chọn tên tiếng Trung là Hạ Cẩm Lệ hay Hạ Cẩm Ly (贺锦丽; 賀錦麗). Theo Đạo luật Quyền Bầu cử 1965, các quận đông cử tri gốc Hoa như San Francisco phải cung cấp phiếu bầu tiếng Trung, nên nhiều ứng viên chọn tên đặc biệt thay vì để cho chính quyền phiên âm theo tiêu chuẩn. Harris tiếp tục sử dụng tên này trong các cuộc bầu cử cấp tiểu bang và toàn quốc về sau.

## Biện lý quận San Francisco (2004–2011)

### An toàn công cộng

#### Tỷ lệ kết án trọng tội

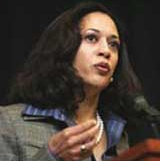
Harris với tư cách là Biện lý quận San Francisco

Ngay trước khi Harris nhậm chức, tỷ lệ kết án trọng tội là 50 phần trăm; đến năm 2009, nó là 76 phần trăm. Số trường hợp kết tội buôn bán ma túy tăng từ 56 phần trăm năm 2003 lên 74 phần trăm năm 2006.
Harris đã lên chức mà không có ai cạnh tranh vào năm 2007.

### Tội phạm phi bạo lực
Năm 2004, văn phòng của Harris buộc tội hai nhân viên công ty in đổ mực in độc hại trong khu phố Bayview; hai người đàn ông đã nhận tội và bị quản chế. Vào mùa hè năm 2005, Harris thành lập một đơn vị tội phạm môi trường.
Năm 2007, Harris và luật sư thành phố Dennis Herrera đã điều tra giám sát viên Ed Jew của San Francisco vì đã vi phạm các yêu cầu cư trú cần thiết để giữ chức giám sát viên của anh ta; Harris buộc tội Jew 9 trọng tội, cáo buộc rằng anh ta đã nói dối và làm giả các tài liệu để có vẻ như anh ta đang cư trú trong một ngôi nhà ở Quận Sunset, điều cần thiết để anh ta có thể tranh cử vào ghế Giám sát viên của Quận 4. Tháng 10 năm 2008, Jew nhận tội với các cáo buộc tham nhũng liên bang không liên quan (gian lận thư, hối lộ và tống tiền)  và nhận tội vào tháng sau trước tòa án bang về tội khai man vì đã nói dối về địa chỉ của mình trong các đơn đề cử, như một phần của thỏa thuận nhận tội, trong đó các cáo buộc khác của tiểu bang đã được bãi bỏ và Jew đồng ý không bao giờ giữ chức vụ dân cử ở California nữa. Harris mô tả trường hợp này là "về việc bảo vệ tính toàn vẹn của quy trình chính trị của chúng tôi, vốn là một phần cốt lõi của nền dân chủ của chúng tôi."  Đối với các hành vi phạm tội liên bang của mình, Jew bị kết án 64 tháng tù liên bang và phạt 10.000 đô la; vì tội khai man tiểu bang, Jew bị kết án một năm tù quận, ba năm quản chế và khoảng 2.000 đô la tiền phạt.
Dưới thời Harris, văn phòng DA đã thu được hơn 1.900 bản án về tội sử dụng cần sa, bao gồm cả những người đồng thời bị kết án tội cần sa và các tội nghiêm trọng hơn. Tỷ lệ mà văn phòng của Harris truy tố tội phạm cần sa cao hơn tỷ lệ dưới thời người tiền nhiệm của cô, nhưng số bị cáo bị kết án tù tiểu bang vì những tội như vậy về cơ bản thấp hơn đáng kể so với người tiền nhiệm của cô. Harris rất hiếm khi bị truy tố về tội sử dụng cần sa ở mức độ thấp, và văn phòng của bà có chính sách không bỏ tù vì tội tàng trữ cần sa. Người kế nhiệm của Harris với tư cách là DA, George Gascón, đã xóa bỏ tất cả các tội phạm cần sa ở San Francisco từ năm 1975.

### Tội ác bạo lực
Vào đầu những năm 2000, tỷ lệ giết người trên đầu người của Thành phố và Quận San Francisco vượt xa mức trung bình toàn quốc. Trong vòng sáu tháng đầu tiên nhậm chức, Harris đã giải quyết 27 trong số 74 vụ giết người còn tồn đọng bằng cách giải quyết 14 bằng thỏa thuận biện hộ và đưa 11 vụ ra xét xử; với 9 lần bị kết án và 2 lần bồi thường treo giò, bà đạt tỷ lệ thành công 81 phần trăm. Bà đã đưa 49 vụ án tội phạm bạo lực ra xét xử và bảo đảm 36 bản án, với tỷ lệ thành công 84%. Từ năm 2004 đến năm 2006, Harris đã đạt được tỷ lệ kết án 87% cho các vụ giết người và tỷ lệ kết án 90% cho tất cả các vi phạm trọng tội có súng.
Harris cũng thúc đẩy mức bảo lãnh cao hơn cho các bị cáo phạm tội liên quan đến tội phạm liên quan đến súng, cho rằng tiền bảo lãnh thấp trong lịch sử khuyến khích người ngoài phạm tội ở San Francisco. Các quan chức SFPD ghi nhận Harris đã thắt chặt những kẽ hở trong các chương trình bảo lãnh và ma túy mà các bị cáo đã sử dụng trong quá khứ. Ngoài việc thành lập một đơn vị tội phạm súng, Harris phản đối việc thả tự do cho các bị cáo nếu họ bị bắt vì tội liên quan đến súng, yêu cầu mức án tối thiểu 90 ngày cho tội sở hữu vũ khí được cất giấu hoặc nạp và buộc tất cả các vụ sở hữu vũ khí tấn công là trọng tội, nói thêm rằng bà ấy sẽ tìm kiếm các án tù cho những tội phạm sở hữu hoặc sử dụng vũ khí tấn công và sẽ tìm kiếm hình phạt tối đa cho các tội phạm liên quan đến súng.
Vào tháng 4 năm 2005, Harris theo đuổi việc truy tố Charles Rothenberg, hay còn gọi là Charley Charles, theo luật ba lần đánh của California vì tội sở hữu súng trái phép. Rothenberg trở nên khét tiếng vào những năm 1980 khi phóng hỏa đốt cháy đứa con trai 6 tuổi của mình, Dave Dave trong lúc tranh chấp quyền nuôi con với vợ cũ. Rothenberg trước đây từng 6  năm tù cho dập tắt các phòng khách sạn ở dầu hỏa và đặt nó bốc cháy trong khi con trai ông đang ngủ. Từng bị kết tội cố ý giết người và đốt phá, và giờ là sở hữu vũ khí trái phép, hành vi của Rothenberg đã trở thành "cuộc đình công" thứ ba theo luật tiểu bang, dẫn đến bản án 25 năm tù chung thân.
Vào tháng 5 năm 2005, Roberto Gamero, kẻ phạm tội tình dục đã đột nhập vào một ngôi nhà ở quận Ingleside và tấn công tình dục một đứa trẻ 9 tuổi. Gamero đã bị bắt với các tội danh nặng hơn là tấn công tình dục trẻ em, lạm dụng tình dục trẻ em, bỏ tù giả, và ăn trộm và sau đó bị kết án hơn 17 năm tù. Mùa hè năm đó, văn phòng của Harris đã đưa ra ba cáo buộc giết người với những hoàn cảnh đặc biệt chống lại LaShaun Harris, người được nhìn thấy đã ném các con trai nhỏ của bà - 2, 6 và 16 tháng tuổi - xuống Vịnh San Francisco. LaShaun Harris, người mắc chứng tâm thần phân liệt hoang tưởng, không nhận tội với 3 tội danh, nói rằng bà đã nghe thấy "tiếng nói của Chúa" bảo bà "hy sinh" các con của mình. Bồi thẩm đoàn kết tội bà giết người cấp độ hai, nhưng thẩm phán phán quyết rằng bà mất trí và ra lệnh cho bà nằm viện 25 năm đến chung thân. Lời kết tội được giữ nguyên khi kháng cáo.
Kamala Harris đã tạo ra một Đơn vị Tội phạm Hận thù đặc biệt, tập trung vào tội ác căm thù đối với trẻ em và thanh thiếu niên LGBT trong trường học. Vào đầu năm 2006, Gwen Araujo, một thiếu niên chuyển giới 17 tuổi người Mỹ gốc Latinh, đã bị sát hại bởi hai người đàn ông, những người sau đó đã sử dụng "biện pháp phòng vệ cho người đồng tính" trước khi bị kết tội giết người cấp độ hai. Harris, cùng với Sylvia Guerrero, mẹ của Araujo, đã triệu tập một hội nghị kéo dài hai ngày gồm ít nhất 200 công tố viên và quan chức thực thi pháp luật trên toàn quốc để thảo luận về các chiến lược chống lại những biện pháp bảo vệ hợp pháp như vậy. Harris sau đó ủng hộ AB 1160, Đạo luật Công lý cho Nạn nhân Gwen Araujo, ủng hộ rằng bộ luật hình sự của California bao gồm các hướng dẫn của bồi thẩm đoàn để bỏ qua thành kiến, thông cảm, định kiến hoặc dư luận trong việc đưa ra quyết định của họ, cũng bắt buộc các văn phòng luật sư quận ở California phải giáo dục các công tố viên về chiến lược hoảng sợ và cách ngăn chặn sự thiên vị ảnh hưởng đến kết quả thử nghiệm. Vào tháng 9 năm 2006, thống đốc California Arnold Schwarzenegger đã ký AB 1160 thành luật; luật đã đưa California vào danh sách tuyên bố trái với chính sách công cho các bị cáo được tha bổng hoặc bị kết án về tội nhẹ hơn bao gồm trên cơ sở kháng cáo về "thành kiến xã hội".
Vào tháng 8 năm 2007, dân biểu bang Mark Leno đã đưa ra luật cấm trình diễn súng tại Cung điện Bò, với sự tham gia của Harris, Cảnh sát trưởng Heather Fong và Thị trưởng Gavin Newsom. Các nhà lãnh đạo thành phố cho rằng các buổi biểu diễn trực tiếp góp phần vào sự gia tăng của súng bất hợp pháp và tỷ lệ giết người tăng cao ở San Francisco: Thị trưởng Newsom hồi đầu tháng đã ký vào đạo luật địa phương cấm trình diễn súng trong tài sản của thành phố và quận. Leno cáo buộc rằng các thương gia đã lái xe qua các khu nhà ở công cộng gần đó và bán vũ khí trái phép cho cư dân. Trong khi dự luật sẽ bị đình trệ, sự phản đối của người dân địa phương đối với các buổi trình diễn vẫn tiếp tục cho đến khi Hội đồng quản trị Cow Palace vào năm 2019 bỏ phiếu thông qua tuyên bố cấm tất cả các buổi trình diễn súng trong tương lai.

### Nỗ lực cải cách

#### Tái phạm và hành động chủ động đối với tái nhập cảnh
Năm 2004, Harris đã tuyển dụng nhà hoạt động dân quyền Lateefah Simon, người phụ nữ trẻ nhất từng nhận được Học bổng MacArthur, để thành lập San Francisco Reentry Division. Chương trình hàng đầu là sáng kiến Back on Track, một chương trình tái xuất đầu tiên dành cho những người phạm tội bất bạo động lần đầu ở độ tuổi 18–30.     người tham gia sáng kiến có tội không liên quan đến vũ khí hoặc liên quan đến băng đảng sẽ nhận tội để đổi lấy việc hoãn tuyên án và xuất hiện thường xuyên trước thẩm phán trong khoảng thời gian từ 12 đến 18 tháng. Chương trình duy trì các yêu cầu tốt nghiệp nghiêm ngặt, bắt buộc hoàn thành lên đến 220 giờ phục vụ cộng đồng, lấy bằng tốt nghiệp trung học phổ thông, duy trì việc làm ổn định, tham gia các lớp nuôi dạy con cái và vượt qua các cuộc kiểm tra ma túy. Khi tốt nghiệp, tòa án sẽ bác bỏ vụ kiện và xóa hồ sơ của sinh viên tốt nghiệp. Trong hơn sáu năm, chương trình tiên phong của Harris đã tạo ra hơn 200 sinh viên tốt nghiệp và đạt tỷ lệ tái phạm thấp dưới 10 phần trăm, so với 53 phần trăm tội phạm ma túy của California đã trở lại nhà tù trong vòng hai năm sau khi được thả. Back on Track đã nhận được sự công nhận từ Bộ Tư pháp Hoa Kỳ như một hình mẫu cho các chương trình reentry. DOJ nhận thấy rằng chi phí cho những người đóng thuế cho mỗi người tham gia thấp hơn rõ rệt (5.000 đô la) so với chi phí xét xử một vụ án (10.000 đô la) và chi trả cho một người phạm tội cấp thấp (50.000 đô la). Vào năm 2009, một đạo luật của tiểu bang (Đạo luật Tái nhập cảnh, AB 750) đã được ban hành, khuyến khích các quận khác của California bắt đầu các chương trình tương tự. Được Hiệp hội Luật sư Quận Quốc gia thông qua như một mô hình, các văn phòng công tố ở Baltimore, Philadelphia và Atlanta đã sử dụng Back on Track làm khuôn mẫu cho các chương trình của riêng họ.

#### Tử hình
Harris đã nói rằng tù chung thân không ân xá là hình phạt tốt hơn và hiệu quả hơn so với hình phạt tử hình, và ước tính rằng chi phí tiết kiệm được có thể chi trả cho 1.000 cảnh sát bổ sung chỉ riêng ở San Francisco.
Trong chiến dịch tranh cử của mình, Harris cam kết sẽ không bao giờ tìm kiếm án tử hình. Sau khi một sĩ quan Sở cảnh sát San Francisco bị bắn chết vào năm 2004, Thượng nghị sĩ Hoa Kỳ (và cựu thị trưởng San Francisco) Dianne Feinstein, thượng nghị sĩ Hoa Kỳ Barbara Boxer, thị trưởng Oakland Jerry Brown, và Hiệp hội Cảnh sát San Francisco đã gây áp lực buộc Harris phải đảo ngược vị trí đó, nhưng bà ấy đã không. (Các cuộc thăm dò cho thấy 70% cử tri ủng hộ quyết định của Harris.)  Khi Edwin Ramos, một người nhập cư bất hợp pháp và được cho là thành viên băng đảng MS-13, bị buộc tội giết một người đàn ông và hai con trai của anh ta vào năm 2009, Harris tìm kiếm bản án chung thân trong tù mà không được ân xá, một quyết định của Thị trưởng Gavin. Newsom hậu thuẫn.

#### Sáng kiến chống trốn học
Vào năm 2006, như một phần của sáng kiến nhằm giảm tỷ lệ giết người tăng vọt của thành phố, Harris đã dẫn đầu một nỗ lực toàn thành phố nhằm chống lại nạn trốn học cho những thanh niên tiểu học có nguy cơ ở San Francisco. Tuyên bố trốn học kinh niên là vấn đề an toàn công cộng và chỉ ra rằng phần lớn tù nhân và nạn nhân giết người là học sinh bỏ học hoặc trốn học thường xuyên, văn phòng của Harris đã gặp gỡ hàng nghìn phụ huynh tại các trường có nguy cơ cao và gửi thư cảnh báo tất cả các gia đình về hậu quả pháp lý của trốn học vào đầu học kỳ mùa thu, thêm vào đó bà ấy sẽ truy tố phụ huynh của những học sinh tiểu học trốn học triền miên; các hình phạt bao gồm phạt tiền 2.500 đô la và lên đến một năm tù. Chương trình đã gây tranh cãi khi được áp dụng.
Năm 2008, Harris đã đưa ra các trích dẫn chống lại sáu phụ huynh có con em nghỉ học ít nhất 50 ngày, lần đầu tiên San Francisco truy tố người lớn về tội trốn học của học sinh. Hiệu trưởng trường học của San Francisco, Carlos Garcia, nói rằng con đường từ trốn học đến bị truy tố rất dài, và khu học chánh thường dành hàng tháng để khuyến khích phụ huynh thông qua các cuộc gọi điện thoại, thư nhắc nhở, các cuộc họp riêng, các buổi điều trần trước Hội đồng Đánh giá Việc Đi học của Trường, và đề nghị sự giúp đỡ từ các cơ quan thành phố và các dịch vụ xã hội; hai trong số sáu phụ huynh không yêu cầu nhưng cho biết họ sẽ làm việc với văn phòng DA và các cơ quan dịch vụ xã hội để lập "kế hoạch trách nhiệm của phụ huynh" nhằm giúp họ bắt đầu cho con đi học thường xuyên. Đến tháng 4 năm 2009, đã có 1.330 học sinh tiểu học trốn học thường xuyên hoặc thường xuyên, giảm 23% so với 1.730 năm 2008, giảm so với 2.517 năm 2007 và từ 2.856 năm 2006. Văn phòng của Harris đã truy tố bảy cha mẹ trong ba năm, không có ai bị bỏ tù.

## Tổng chưởng lý California (2011–2017)

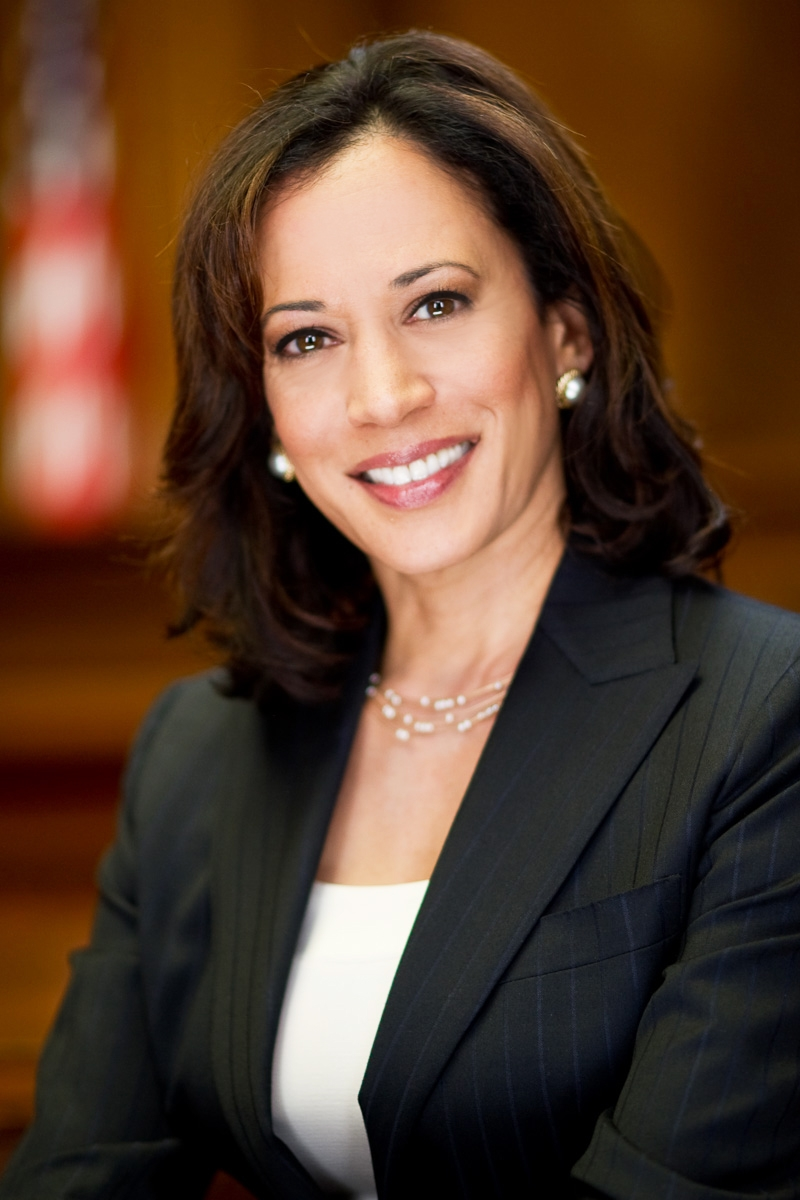
Chân dung chính thức với tư cách là Tổng chưởng lý

### Bầu cử

#### 2010
Vào ngày 12 tháng 11 năm 2008, Harris tuyên bố ứng cử vào vị trí tổng chưởng lý California. Cả hai thượng nghị sĩ của California, Dianne Feinstein và Barbara Boxer, diễn giả Hạ viện Nancy Pelosi, người đồng sáng lập Công ty Trang trại United Dolores Huerta, và Thị trưởng Los Angeles Antonio Villaraigosa đều tán thành bà trong thời gian sơ bộ. Trong cuộc bầu cử sơ bộ ngày 8 tháng 6 năm 2010, bà được đề cử với 33,6% phiếu bầu, đánh bại Alberto Torrico và Chris Kelly.
Trong cuộc tổng tuyển cử, bà phải đối mặt với luật sư quận Los Angeles của Đảng Cộng hòa Steve Cooley, người dẫn đầu phần lớn cuộc đua. Cooley tranh cử với tư cách là một người không đảng phái, tách mình khỏi chiến dịch Meg Whitman. Cuộc bầu cử được tổ chức vào ngày 2 tháng 11 nhưng sau một khoảng thời gian kéo dài để kiểm phiếu qua thư và các lá phiếu tạm thời, Cooley đã nhượng bộ vào ngày 25 tháng 11. Harris tuyên thệ nhậm chức vào ngày 3 tháng 1 năm 2011 với tư cách là người Mỹ gốc Phi đầu tiên , người Mỹ gốc Á đầu tiên và người phụ nữ đầu tiên giữ chức vụ tổng chưởng lý California.

#### 2014
Harris thông báo ý định tái tranh cử vào tháng 2 năm 2014 và nộp thủ tục giấy tờ để tranh cử vào ngày 12 tháng 2. Sacramento Bee, Los Angeles Daily News, và Los Angeles Times tán thành bà tái cử.
Vào ngày 4 tháng 11 năm 2014, Harris tái đắc cử chống lại Ronald Gold của Đảng Cộng hòa, giành được 57,5% số phiếu bầu so với 42,5% của đối thủ.

### Bảo vệ người tiêu dùng

#### Gian lận, lãng phí và lạm dụng

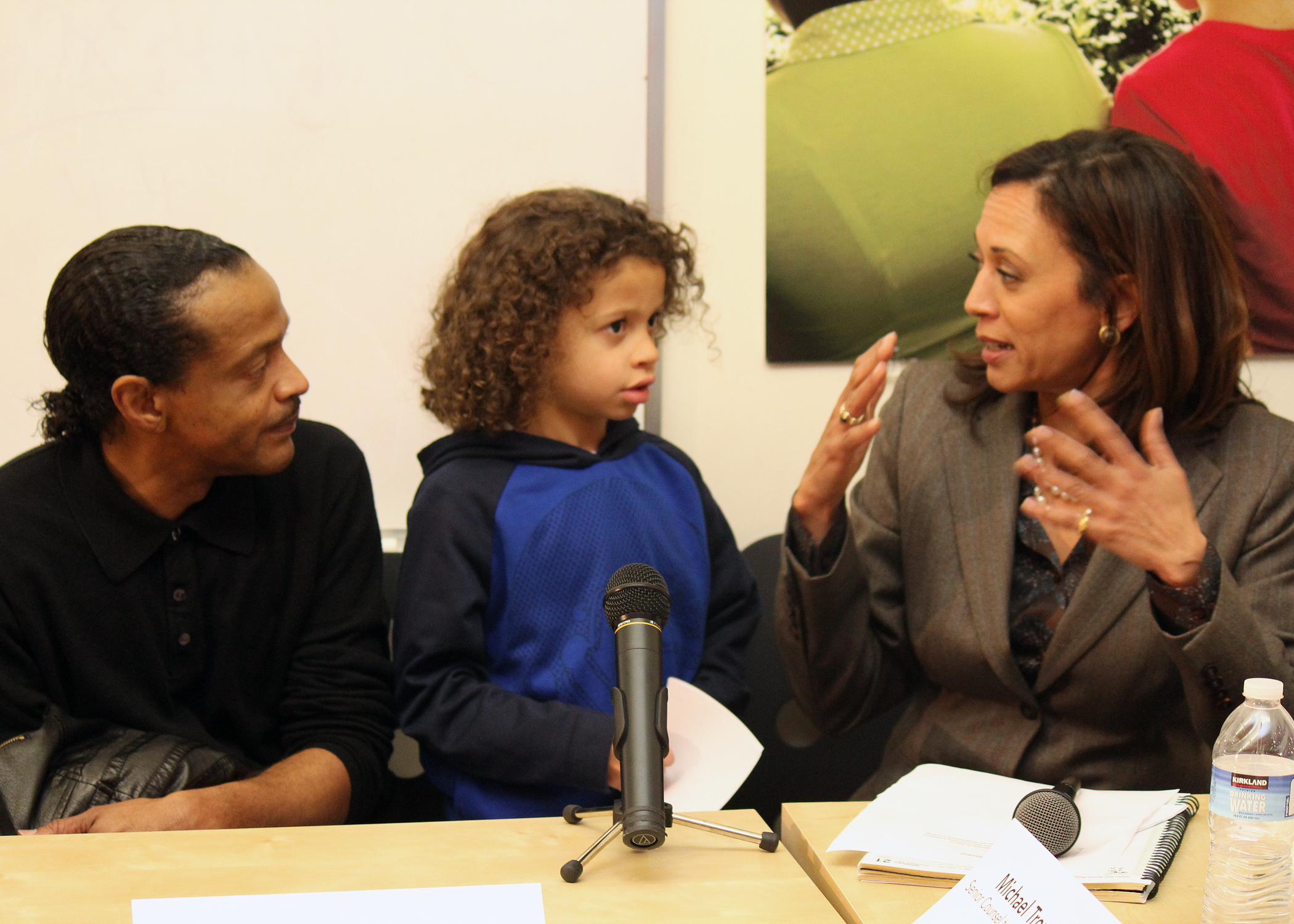
Harris gặp các nạn nhân bị tịch thu nhà vào năm 2011.

Năm 2011, Harris tuyên bố thành lập Lực lượng Chống Gian lận Thế chấp sau cuộc khủng hoảng tịch thu tài sản năm 2010 của Hoa Kỳ. Cùng năm đó, Harris đã thu được hai khoản thu hồi lớn nhất trong lịch sử Đạo luật Khiếu nại Sai của California - 241 triệu đô la từ Quest Diagnostics và sau đó là 323 triệu đô la từ mạng lưới chăm sóc sức khỏe SCAN - vượt quá các khoản thanh toán Medi-Cal của tiểu bang và Medicare liên bang.
Vào năm 2012, Harris đã tận dụng ảnh hưởng kinh tế của California để đạt được các điều khoản tốt hơn trong Thỏa thuận Thế chấp Quốc gia chống lại năm công ty cung cấp dịch vụ cho vay thế chấp lớn nhất quốc gia - JPMorgan Chase, Bank of America, Wells Fargo, Citigroup và Ally Bank. Các công ty thế chấp bị buộc tội cưỡng chế bất hợp pháp đối với chủ nhà. Sau khi bác bỏ đề nghị cứu trợ ban đầu trị giá 2 đến 4 tỷ đô la Mỹ cho người dân California, Harris đã rút khỏi các cuộc đàm phán. Cuối cùng, đề nghị đã được tăng lên 18,4 tỷ đô la để xóa nợ và 2 tỷ đô la hỗ trợ tài chính khác cho các chủ nhà ở California.
Trong năm 2013, Harris đã làm việc với hội loa John Pérez và Chủ tịch Thượng viện ủng hộ tem Darrell Steinberg vào năm 2013 để giới thiệu Bill chủ nhà của Quyền, được coi là một trong những biện pháp bảo vệ mạnh nhất toàn quốc chống lại chiến thuật tịch thu hung hăng. Tuyên ngôn Quyền của Chủ sở hữu nhà đã cấm các hoạt động "theo dõi kép" (xử lý sửa đổi và tịch thu tài sản cùng một lúc) và ký tên bằng rô-bốt và cung cấp cho chủ nhà một đầu mối liên hệ duy nhất tại tổ chức cho vay của họ. Harris đã đạt được nhiều khoản thanh toán chín con số cho các chủ nhà ở California theo dự luật chủ yếu là do lạm dụng ký tự rô-bốt và đường kép, cũng như khởi tố các trường hợp trong đó các nhà xử lý khoản vay không kịp thời ghi có các khoản thanh toán thế chấp, tính toán sai lãi suất và tính phí không phù hợp cho người vay. Harris đã bảo đảm hàng trăm triệu đô cứu trợ, bao gồm 268 triệu đô la từ Tập đoàn tài chính Ocwen, 470 triệu đô la từ HSBC, và 550 triệu đô la từ SunTrust Banks.
Từ năm 2013 đến năm 2015, Harris theo đuổi việc thu hồi tài chính cho lương hưu của nhân viên và giáo viên của California, CalPERS và CalSTRS chống lại các gã khổng lồ tài chính khác nhau vì đã trình bày sai trong việc bán chứng khoán được thế chấp. Cô đã đảm bảo nhiều khoản thu hồi chín con số cho lương hưu của nhà nước, thu hồi khoảng 193 triệu đô la từ Citigroup, 210 triệu đô la từ S&P, 300 triệu đô la từ JP Morgan Chase và hơn nửa tỷ từ Ngân hàng Mỹ.
Vào năm 2013, Harris đã từ chối cho phép một đơn khiếu nại dân sự do các nhà điều tra tiểu bang soạn thảo cáo buộc Ngân hàng OneWest, thuộc sở hữu của một nhóm đầu tư do Bộ trưởng Tài chính tương lai của Mỹ Steven Mnuchin (khi đó là công dân tư nhân) đứng đầu, về "vi phạm rộng rãi" luật tịch thu nhà của California. Trong cuộc bầu cử năm 2016, Harris là ứng cử viên Thượng viện Dân chủ duy nhất nhận được một khoản tài trợ từ Mnuchin, nhưng đã bỏ phiếu chống lại việc xác nhận của ông là thư ký ngân khố vào tháng 2 năm 2017. Vào năm 2019, chiến dịch tranh cử của Harris tuyên bố rằng quyết định không theo đuổi truy tố phụ thuộc vào việc tiểu bang không thể trát đòi OneWest. Thư ký báo chí của bà nói, "Không có nghi vấn gì về việc OneWest tiến hành cho vay săn mồi, và Thượng nghị sĩ Harris tin rằng họ nên bị trừng phạt. Thật không may, luật pháp đã đứng về phía họ và họ được bảo vệ khỏi các trát đòi hầu tòa của tiểu bang vì họ là một ngân hàng liên bang. " 
Vào năm 2014, Harris đã giải quyết các khoản phí mà bà đã đưa ra đối với nhà bán lẻ Aaron's, Inc. cho thuê để sở hữu với các cáo buộc về các khoản phí trễ hạn không chính xác, tính phí quá cao đối với những khách hàng thanh toán hợp đồng trước hạn và vi phạm quyền riêng tư. Trong cuộc dàn xếp, nhà bán lẻ đã hoàn lại 28,4 triệu đô la cho khách hàng ở California và trả 3,4 triệu đô la tiền phạt dân sự.
Vào năm 2015, Harris đã nhận được bản án 1,2 tỷ đô la chống lại công ty giáo dục sau trung học Corinthian Colleges vì lợi nhuận vì quảng cáo sai sự thật và tiếp thị lừa đảo nhắm mục tiêu vào sinh viên dễ bị tổn thương, thu nhập thấp và trình bày sai tỷ lệ vị trí việc làm cho sinh viên, nhà đầu tư và các cơ quan kiểm định. Tòa án yêu cầu Corinthian phải bồi thường 820 triệu đô la và 350 triệu đô la tiền phạt dân sự. Cùng năm đó, Harris cũng đảm bảo một thỏa thuận trị giá 60 triệu đô la với JP Morgan Chase để giải quyết các cáo buộc đòi nợ bất hợp pháp đối với khách hàng sử dụng thẻ tín dụng, với việc ngân hàng cũng đồng ý thay đổi các hoạt động vi phạm luật bảo vệ người tiêu dùng của California bằng cách thu số tiền không chính xác, bán hàng xấu. nợ thẻ tín dụng, điều hành một nhà máy thu hồi nợ đã "ký tên rô bốt" các tài liệu của tòa án mà không cần xem xét hồ sơ trước khi vội vàng nhận bản án và tiền lương. Là một phần của thỏa thuận, ngân hàng được yêu cầu ngừng cố gắng thu thập trên 528.000 tài khoản khách hàng 
Vào năm 2015, Harris đã mở một cuộc điều tra đối với Văn phòng vận động người trả tiền, Công ty khí đốt và điện lực San Diego, và Nam California Edison liên quan đến việc đóng cửa Trạm phát điện hạt nhân San Onofre. Các nhà điều tra bang California đã khám xét nhà của nhà quản lý tiện ích California Michael Peevey và tìm thấy các ghi chú viết tay được cho là cho thấy rằng ông đã gặp một giám đốc điều hành của Edison ở Ba Lan, nơi hai người đã thương lượng các điều khoản của dàn xếp San Onofre, khiến người nộp thuế ở San Diego phải Hóa đơn 3,3 tỷ đô la để trả cho việc đóng cửa nhà máy. Cuộc điều tra đã kết thúc trong bối cảnh năm 2016 của Harris tranh cử vào vị trí Thượng viện Hoa Kỳ.

#### Quyền riêng tư
Vào tháng 2 năm 2012, Harris đã công bố một thỏa thuận với Apple, Amazon, Google, Hewlett-Packard, Microsoft và Research in Motion để yêu cầu các ứng dụng được bán trong cửa hàng của họ phải hiển thị các chính sách bảo mật nổi bật thông báo cho người dùng về những thông tin cá nhân mà họ đang chia sẻ. và với ai. Facebook sau đó đã tham gia thỏa thuận. Mùa hè năm đó, Harris thông báo thành lập Đơn vị bảo vệ và thực thi quyền riêng tư để thực thi các luật liên quan đến quyền riêng tư trên mạng, đánh cắp danh tính và vi phạm dữ liệu. Cuối cùng năm đó, Harris đã thông báo cho 100 nhà phát triển ứng dụng dành cho thiết bị di động về việc họ không tuân thủ luật riêng tư của tiểu bang và yêu cầu họ tạo chính sách quyền riêng tư hoặc đối mặt với khoản phạt 2500 đô la mỗi khi một người dân California tải xuống ứng dụng không tuân thủ.
Năm 2015, Harris bảo đảm hai thỏa thuận với Comcast, một vụ tổng trị giá 33 triệu đô la về các cáo buộc đăng trực tuyến tên, số điện thoại và địa chỉ của hàng chục nghìn khách hàng đã trả tiền cho dịch vụ điện thoại không công khai qua giao thức internet ("VOIP") và một vụ khác Khoản thanh toán 26 triệu đô la để giải quyết các cáo buộc rằng họ đã loại bỏ hồ sơ giấy tờ mà không bỏ qua hoặc chỉnh sửa thông tin cá nhân của khách hàng trước. Harris cũng giải quyết với Houzz về cáo buộc rằng công ty đã ghi âm các cuộc điện thoại mà không thông báo cho khách hàng hoặc nhân viên. Houzz bị buộc phải trả 175.000 đô la, hủy các cuộc gọi được ghi âm và thuê một giám đốc quyền riêng tư, lần đầu tiên một điều khoản như vậy được đưa vào một thỏa thuận với Bộ Tư pháp California.

### Cải cách tư pháp hình sự

#### Ra mắt Bộ phận Giảm tái phạm và Tái phạm
Vào tháng 11 năm 2013, Harris đã thành lập Phòng Tái phạm và Tái nhập của Bộ Tư pháp California với sự hợp tác của các văn phòng luật sư quận ở San Diego, Los Angeles và Quận Alameda. Vào tháng 3 năm 2015, Harris thông báo tạo ra một chương trình thí điểm với sự phối hợp của Sở Cảnh sát trưởng Quận Los Angeles mang tên "Back on Track LA". Giống như Back on Track, lần đầu tiên, những người phạm tội bất bạo động từ 18 đến 30 cá nhân đã tham gia vào chương trình thí điểm trong 24–30 tháng. Được chỉ định một người quản lý hồ sơ, những người tham gia được giáo dục thông qua quan hệ đối tác với Khu Đại học Cộng đồng Los Angeles và các dịch vụ đào tạo việc làm.

#### Kết án và giam giữ tù nhân
Sau khi Tòa án Tối cao Hoa Kỳ năm 2011 ở Brown v. Plata tuyên bố rằng các nhà tù ở California quá đông đến mức họ phải chịu những hình phạt tàn nhẫn và bất thường, Harris chống lại sự giám sát của tòa án liên bang, giải thích rằng "Tôi có một khách hàng, và tôi không thể chọn khách hàng của mình."  Hồ sơ của Harris về các trường hợp kết án sai với tư cách là tổng chưởng lý đã gây ra một số chỉ trích từ các học giả và nhà hoạt động. Giáo sư luật Lara Bazelon cho rằng Harris "các kỹ thuật vũ khí hóa để giữ những người bị kết án oan sau song sắt hơn là cho phép họ xét xử mới."  Harris từ chối đưa ra bất kỳ quan điểm nào về các sáng kiến cải cách án hình sự Dự luật 36 (2012) và Dự luật 47 (2014), cho rằng điều đó là không phù hợp vì văn phòng của cô chuẩn bị các tập phiếu bầu. John Van de Kamp, người tiền nhiệm với tư cách là tổng chưởng lý, đã công khai không đồng ý với cơ sở lý luận.
Vào tháng 9 năm 2014, các luật sư cho Harris đã tranh luận không thành công trong một tòa án đệ đơn chống lại việc trả tự do sớm cho các tù nhân, với lý do cần lao động chữa cháy của tù nhân. Khi bản ghi nhớ gây ra các tiêu đề, Harris đã lên tiếng phản đối bản ghi nhớ. Cô ấy nói rằng cô ấy không hề hay biết về điều đó và các luật sư đã đưa ra bản ghi nhớ mà cô ấy không hề hay biết. Kể từ những năm 1940, các tù nhân đủ tiêu chuẩn của California có quyền tình nguyện nhận được khóa đào tạo toàn diện từ Bộ Lâm nghiệp và Phòng cháy chữa cháy California để đổi lấy việc được giảm án và có chỗ ở thoải mái hơn trong tù; nhân viên cứu hỏa nhà tù nhận được khoảng 2 đô la một ngày, và 1 đô la khác khi chiến đấu với hỏa hoạn.

### Các phiên tòa và chính sách quan trọng

#### Nỗ lực chống trốn học

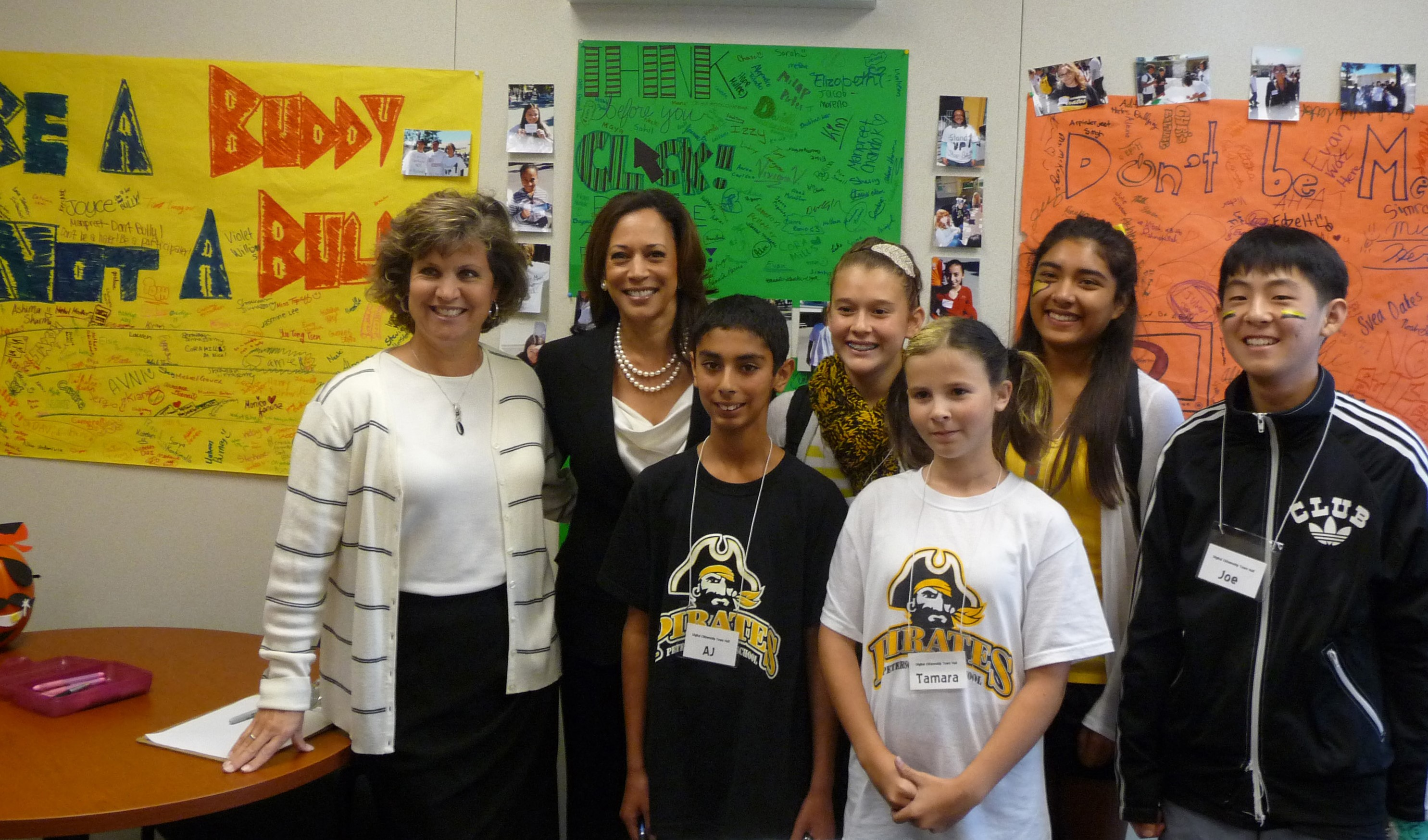
Đến thăm trường trung học cơ sở Peterson năm 2010

Năm 2011, Harris thúc giục các hình phạt hình sự đối với cha mẹ của những đứa trẻ trốn học như bà đã làm với tư cách là Biện lý của San Francisco, cho phép tòa án hoãn phán quyết nếu phụ huynh đồng ý với thời gian hòa giải để đưa con họ trở lại trường học. Những người chỉ trích buộc tội rằng các công tố viên địa phương thực hiện chỉ thị của bà đã quá nóng vội trong việc thực thi và chính sách của Harris đã ảnh hưởng xấu đến một số gia đình. Năm 2013, Harris đưa ra một báo cáo có tiêu đề "In School + On Track", cho thấy hơn 250.000 học sinh tiểu học trong tiểu bang "vắng mặt thường xuyên" và tỷ lệ trốn học trên toàn tiểu bang của học sinh tiểu học trong năm học 2012–2013 là gần 30 phần trăm, với chi phí gần 1,4 tỷ đô la cho các khu học chánh, vì tài trợ dựa trên tỷ lệ đi học.

#### Trách nhiệm thực thi pháp luật
Năm 2015, Harris đã tiến hành một cuộc đánh giá kéo dài 90 ngày về sự thiên vị ngầm trong việc trị an và cảnh sát sử dụng vũ lực chết người. Vào tháng 4 năm 2015, Harris đã giới thiệu khóa đào tạo đầu tiên thuộc loại " Chính sách theo nguyên tắc: Công bằng theo thủ tục và thiên vị ngầm ", được thiết kế cùng với nhà tâm lý học và giáo sư Jennifer Eberhardt của Đại học Stanford, để giúp các nhân viên thực thi pháp luật vượt qua các rào cản đối với chính sách trung lập và xây dựng lại mối quan hệ của sự tin tưởng giữa cơ quan thực thi pháp luật và cộng đồng. Tất cả các nhân viên cấp Bộ Tư lệnh đã được đào tạo. Khóa đào tạo là một phần của gói cải cách được giới thiệu trong Bộ Tư pháp California, cũng bao gồm các nguồn lực bổ sung được triển khai để tăng cường tuyển dụng và thuê các đặc nhiệm đa dạng, vai trò mở rộng cho bộ phận điều tra các cuộc điều tra vụ nổ súng liên quan đến sĩ quan và cộng đồng chính sách.
Vào năm 2015, Bộ Tư pháp California của Harris là cơ quan đầu tiên trên toàn tiểu bang yêu cầu tất cả cảnh sát của mình phải đeo máy ảnh trên người. Cùng năm đó, Harris công bố luật mới của tiểu bang yêu cầu mọi cơ quan thực thi pháp luật ở California phải thu thập, báo cáo và công bố số liệu thống kê mở rộng về số người bị bắn, bị thương nặng hoặc bị giết bởi các nhân viên hòa bình trên toàn tiểu bang.
Cuối năm đó, Harris đã kháng cáo lệnh của thẩm phán về việc khởi tố một vụ án giết người hàng loạt nổi tiếng và loại toàn bộ 250 công tố viên khỏi văn phòng biện lý quận Cam về những cáo buộc hành vi sai trái của DA Tony Rackauckas thuộc Đảng Cộng hòa. Rackauckas bị cáo buộc đã sử dụng bất hợp pháp những người cung cấp thông tin cho nhà tù và che giấu bằng chứng. Harris lưu ý rằng không cần thiết phải cấm tất cả 250 công tố viên làm việc trong vụ án, vì chỉ một số ít đã trực tiếp tham gia, sau đó hứa hẹn một cuộc điều tra tội phạm hẹp hơn. Bộ Tư pháp Hoa Kỳ đã bắt đầu cuộc điều tra về Rackauckas vào tháng 12 năm 2016, nhưng ông ta không tái đắc cử.
Vào năm 2016, Harris đã công bố một cuộc điều tra theo mô hình và thực tiễn về các vi phạm quyền công dân có chủ đích và sử dụng vũ lực quá mức của hai cơ quan thực thi pháp luật lớn nhất ở Hạt Kern, California, Sở Cảnh sát Bakersfield và Sở Cảnh sát trưởng Hạt Kern.
Được gắn nhãn là "sở cảnh sát chết người nhất ở Mỹ" trong 5 phần của Guardian, một cuộc điều tra riêng biệt do ACLU ủy quyền và đệ trình lên Bộ Tư pháp California đã chứng thực các báo cáo về việc cảnh sát sử dụng vũ lực quá mức. ACLU phát hiện ra rằng các sĩ quan đã tham gia vào các hình thức vũ lực quá mức - bao gồm bắn và đánh chết những người không có vũ khí - cũng như thực hành nộp đơn tố cáo hình sự trả đũa đối với những cá nhân bị cưỡng bức quá mức. Phân tích sâu hơn cũng cho thấy tỷ lệ cảnh sát giết người cao nhất trong cả nước, cũng như sử dụng vũ lực quá mức, dẫn đến cái chết của 17 dân thường không có vũ khí từ năm 2009 đến năm 2013 dưới hình thức tấn công bằng chó và côn đồ.

## Bầu cử Tổng thống 2020

### Tranh cử ứng viên Tổng thống

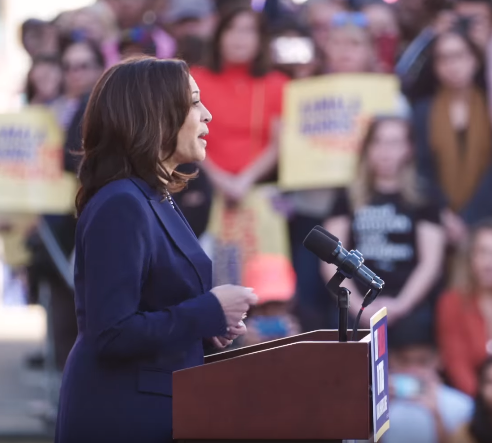
Harris chính thức tuyên bố tranh cử ứng viên Tổng thống của đảng Dân chủ, ngày 27 tháng 1 năm 2019

Biểu trưng cho chiến dịch tranh cử ứng viên tổng thống của Harris

Harris từng được coi là ứng cử viên hàng đầu và là người đi đầu tiềm năng cho cuộc bầu cử ứng viên Tổng thống năm 2020 của đảng Dân chủ. Vào tháng 6 năm 2018, bà được trích dẫn là "không loại trừ nó". Vào tháng 7 năm 2018, có thông báo rằng bà ấy sẽ xuất bản một cuốn hồi ký, một dấu hiệu cho thấy có thể sẽ chạy. Vào ngày 21 tháng 1 năm 2019, Harris chính thức tuyên bố ứng cử Tổng thống Hoa Kỳ trong cuộc bầu cử Tổng thống Hoa Kỳ năm 2020. Trong 24 giờ đầu tiên sau khi tuyên bố ứng cử, bà đã đạt kỷ lục do Bernie Sanders thiết lập vào năm 2016 về số tiền quyên góp được nhiều nhất trong ngày sau một thông báo. Theo ước tính của cảnh sát, hơn 20.000 người đã tham dự sự kiện ra mắt chiến dịch chính thức của bà ở quê nhà Oakland, California vào ngày 27 tháng 1.
Trong cuộc tranh luận tổng thống đầu tiên của đảng Dân chủ vào tháng 6 năm 2019, Harris đã mắng mỏ cựu phó tổng thống Joe Biden vì những nhận xét "gây tổn thương" mà ông đã đưa ra, nói về những Thượng nghị sĩ phản đối nỗ lực hội nhập vào những năm 1970 và làm việc với họ để phản đối việc bắt buộc phải đi học. Sự ủng hộ của Harris đã tăng từ 6 đến 9 điểm trong các cuộc thăm dò sau cuộc tranh luận đó. Trong cuộc tranh luận thứ hai vào tháng 8, Harris đã phải đối mặt với Biden và Dân biểu Tulsi Gabbard về hồ sơ của bà với tư cách là Tổng chưởng lý. Tờ San Jose Mercury News đánh giá rằng một số cáo buộc của Gabbard và Biden là đúng đắn, chẳng hạn như ngăn chặn việc xét nghiệm DNA của một tử tù, trong khi những người khác không đứng ra xem xét kỹ lưỡng. Ngay sau đó, Harris đã rơi vào cuộc thăm dò sau cuộc tranh luận đó. Trong vài tháng tiếp theo, số phiếu thăm dò của bà ấy giảm xuống mức thấp nhất  Vào thời điểm mà những người theo chủ nghĩa tự do ngày càng lo ngại về sự thái quá của hệ thống tư pháp hình sự, Harris đã phải đối mặt với những lời chỉ trích từ những người cải cách về các chính sách khắc nghiệt mà bà ấy theo đuổi trong khi là tổng chưởng lý của California. Ví dụ, năm 2014, bà quyết định bảo vệ án tử hình California trước tòa.
Vào ngày 3 tháng 12 năm 2019, Harris rút khỏi việc tìm kiếm đề cử của đảng Dân chủ năm 2020, với lý do không đủ nguồn lực tài chính. Vào tháng 3 năm 2020, Harris tán thành Joe Biden làm tổng thống.

### Tranh cử Phó Tổng thống

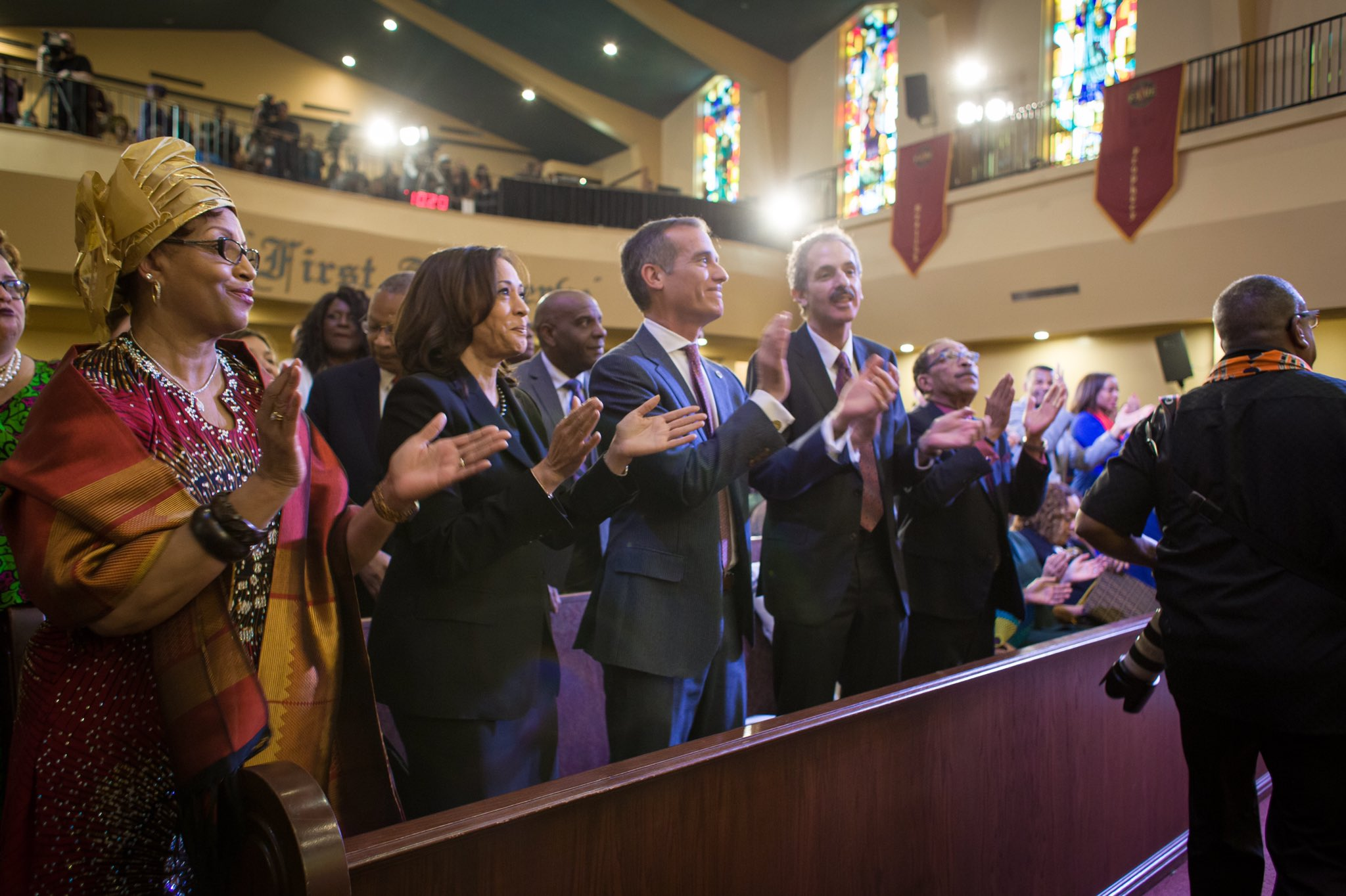
Harris cùng Thị trưởng Eric Garcetti tại một nhà thờ ở Los Angeles vào năm 2020

Biểu trưng chiến dịch cho ứng viên Biden – Harris

Sau khi Biden và Harris bắt đầu chiến dịch tranh cử của mình vào tháng 5 năm 2019, nhiều ý kiến cho rằng Biden-Harris sẽ là một sự kết hợp lý tưởng để đánh bại Donald Trump và Mike Pence. Cuối tháng 2, Biden giành chiến thắng áp đảo trong cuộc bầu cử sơ bộ đảng Dân chủ năm 2020 tại South Carolina với sự ủng hộ của Jim Clyburn. Đầu tháng 3, Clyburn đề xuất Biden lựa chọn một nữ chính khách da đen làm ứng viên Phó Tổng thống. Tháng 3, Biden cam kết sẽ lựa chọn một nữ chính khách.
Ngày 17 tháng 4 năm 2020, Harris phản hồi giới truyền thông rằng bà "sẽ rất vinh dự" nếu được chọn làm ứng viên Phó Tổng thống của Biden. Cuối tháng 5, sau khi cái chết của George Floyd do sự bạo hành của cảnh sát dẫn đến hàng loạt các cuộc biểu tình, Biden một lần nữa được kỳ vọng sẽ lựa chọn một nữ chính khách da đen làm ứng viên Phó Tổng thống, đặc biệt là các ứng cử viên có kinh nghiệm trong lĩnh vực thực thi luật pháp như Harris và Val Demings.
Ngày 12 tháng 6, The New York Times đưa tin Harris đang là ứng cử viên hàng đầu cho vị trí ứng viên Phó Tổng thống, bởi bà là nữ chính khách gốc Phi duy nhất có bề dày kinh nghiệm thường thấy ở các Phó Tổng thống. Ngày 26 tháng 6, CNN đưa tin nhiều người có liên quan đến quá trình tìm kiếm ứng viên Phó tổng thống của Biden cho rằng Harris là một trong số bốn ứng cử viên hàng đầu của Biden, bên cạnh Elizabeth Warren, Val Demings và Keisha Lance Bottoms.
Biden tuyên bố lựa chọn Harris vào ngày 11 tháng 8 năm 2020. Bà là người gốc Phi đầu tiên, người gốc Ấn Độ đầu tiên và là người phụ nữ thứ 3 trở thành ứng viên Phó tổng thống của một chính đảng. Bà chọn tên Hạ Cẩm Lệ làm tên in lên phiếu bầu dành cho những nơi có nhiều người gốc Hoa sinh sống tại Hoa Kỳ.

## Phó Tổng thống Hoa Kỳ (2021–2025)

Kamala Harris tuyên thệ nhậm chức phó Tổng thống vào ngày 20 tháng 1 năm 2021

Sau khi Joe Biden được bầu làm tổng thống Hoa Kỳ trong cuộc bầu cử năm 2020, Harris nhậm chức phó tổng thống Hoa Kỳ vào ngày 20 tháng 1 năm 2021. Bà là nữ phó tổng thống đầu tiên của Hoa Kỳ, nữ quan chức dân cử cấp cao nhất trong lịch sử Hoa Kỳ, người Mỹ gốc Phi đầu tiên và là phó tổng thống gốc Á đầu tiên. Bà cũng là người da màu đầu tiên giữ chức vụ này kể từ Charles Curtis, một người Mỹ bản địa, phó tổng thống dưới thời Herbert Hoover từ năm 1929 đến năm 1933. Bà cũng là người thứ ba có tổ tiên không phải là người châu Âu đảm nhận một trong những chức vụ cao nhất ngành hành pháp, sau Curtis và cựu Tổng thống Barack Obama.
Harris từ chức Thượng nghị sĩ vào ngày 18 tháng 1 năm 2021, hai ngày trước khi tuyên thệ nhậm chức phó tổng thống. Hành động đầu tiên của bà với tư cách là phó tổng thống là tìm người thay thế bà - Alex Padilla - và các Thượng nghị sĩ Georgia Raphael Warnock và Jon Ossoff, những người đã được bầu trong cuộc bầu cử Thượng viện Georgia năm 2021.

## Chiến dịch tranh cử tổng thống năm 2024

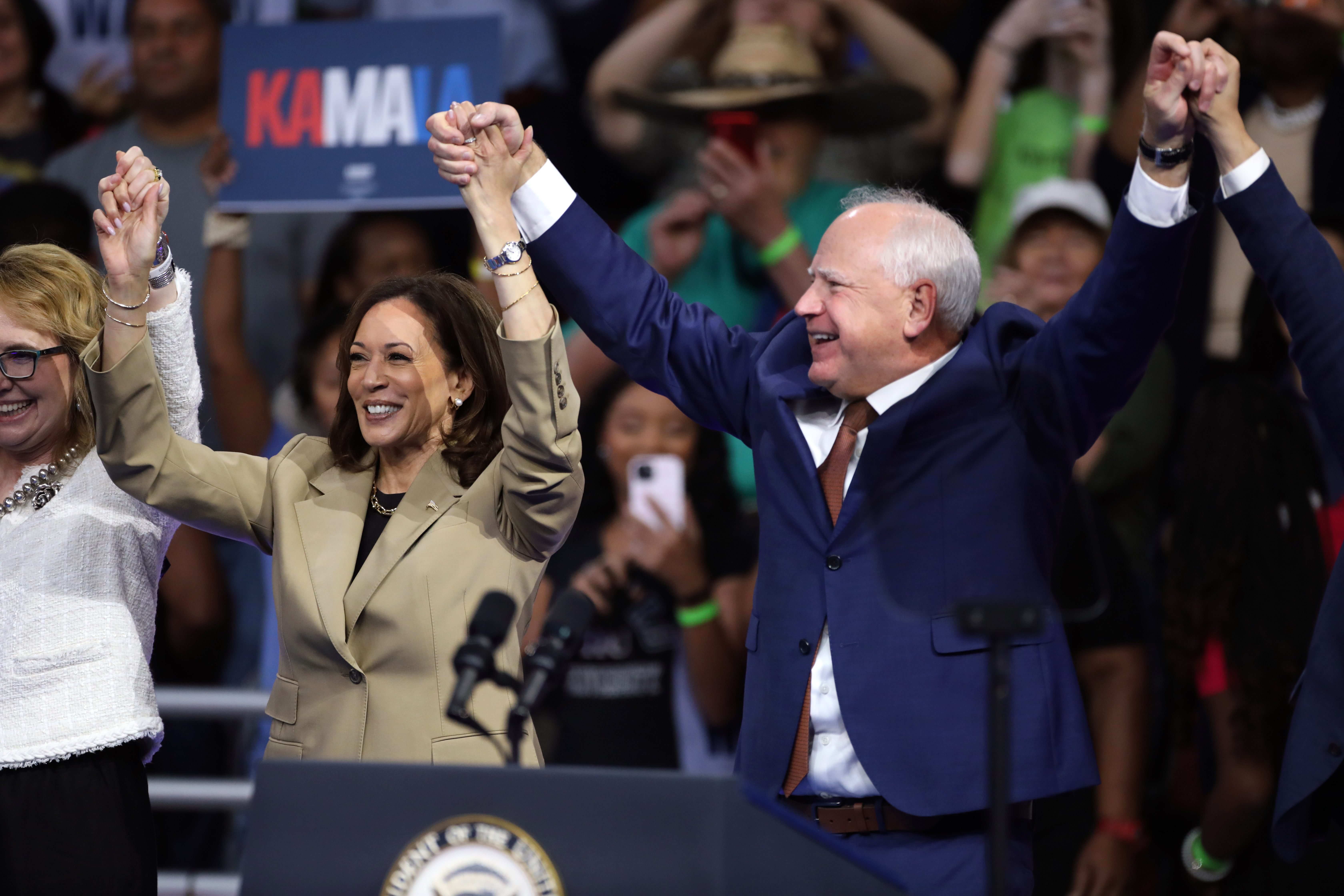
Harris và Tim Walz trong một cuộc vận động tranh cử tổng thống năm 2024 tại bang Arizona

Vào tháng 4 năm 2023, tổng thống đương nhiệm Joe Biden đã công bố chiến dịch tái tranh cử của mình, với Harris là người đồng hành. Sau cuộc bầu cử sơ bộ của đảng Dân chủ, họ trở thành ứng cử viên được cho là của đảng trong cuộc bầu cử tổng thống năm 2024. Những lo ngại về tuổi tác và sức khỏe của Biden vẫn hiện hữu trong suốt nhiệm kỳ đầu tiên của Biden, với sự chỉ trích mới sau màn trình diễn của ông trong cuộc tranh luận tổng thống đầu tiên vào ngày 27 tháng 6. Vào ngày 21 tháng 7 năm 2024, Biden đình chỉ chiến dịch tái tranh cử của mình và ủng hộ bà Harris làm tổng thống. Harris cũng nhận được sự ủng hộ từ Jimmy Carter, Bill và Hillary Clinton, Barack và Michelle Obama, Congressional Black Caucus, và nhiều cá nhân khác.. Trong 24 giờ đầu tiên kể từ khi ứng cử, chiến dịch của bà đã huy động được 81 triệu USD dưới dạng quyên góp nhỏ; đây là tổng số tiền quyên góp cao nhất trong một ngày của bất kỳ ứng cử viên tổng thống nào trong lịch sử. Nếu đắc cử, Harris sẽ là nữ tổng thống và người Mỹ gốc Á đầu tiên của Hoa Kỳ, và là tổng thống người Mỹ gốc Phi thứ hai sau Obama. Đến ngày 5 tháng 8, Harris chính thức giành được đề cử thông qua cuộc điểm danh đại biểu ảo.  Ngày hôm sau, bà tuyên bố thống đốc Minnesota Tim Walz sẽ là ứng cử viên phó tổng thống của bà. Vào ngày 22 tháng 8, ngày thứ tư của Đại hội đại biểu toàn quốc đảng Dân chủ, Harris chính thức chấp nhận đề cử tổng thống của đảng Dân chủ. Bà đã tham gia một cuộc tranh luận với Trump vào ngày 10 tháng 9; có nhiều báo cáo rộng rãi cho rằng Harris là người chiến thắng trong cuộc tranh luận. Vào ngày 30 tháng 10, bà đã có bài phát biểu tại Công viên Ellipse ở Washington, D.C. Bài phát biểu kéo dài khoảng 30 phút được coi là "bài phát biểu tranh cử cuối cùng" cho chiến dịch của bà.